# Eniwetoki csata
Az eniwetoki csata egy ütközet volt az amerikaiak és a Japán Birodalom között a második világháborúban, 1944. február 17. és 23. között a csendes-óceáni hadszíntéren, a Marshall-szigetekhez tartozó Eniwetok-atollon.

## Előzmények

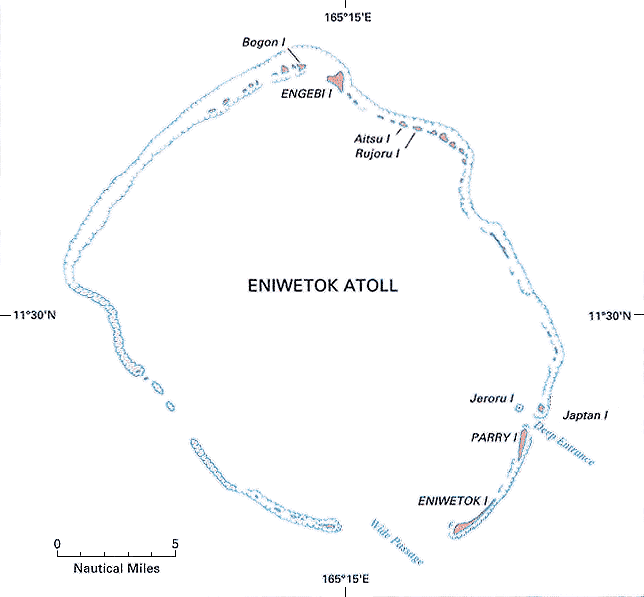
A szigetcsoport térképe

Az amerikai csapatok azután támadták meg Eniwetokot, hogy elfoglalták az onnan délkeletre fekvő Kwajalein-atollt. Eniwetok értékét leszállópályája és kikötője jelentette, ahonnan támogatni lehetett az atolltól északnyugatra fekvő Mariana-szigetek invázióját.
Az atoll mintegy negyven szigetecskéből áll, amelyek egy körhöz hasonló alakzatot rajzolnak ki. Az amerikaiak úgy tervezték, hogy ezek közül négyet, Eniwetokot, Engebit, Japtant és Parryt támadják meg.
A japánok 1943-ban gyenge védelmet építettek ki Eniwetokon, mert arra számítottak, hogy az amerikaiak először a Marshall-szigetek délnyugati részét támadják meg. 1944 januárjában erősítés érkezett Nisida Josimi vezérőrnagy vezetésével. A szigetet kilenc könnyű harckocsival is ellátták. A japánok megkezdték a védelmi rendszer megerősítését, de a munka nehezen haladt a légitámadások miatt. Mivel a sziget igen keskeny volt, a mélységi védekezés lehetetlen volt.

## Partraszállás
A haditengerészet február 17-én kezdte bombázni a szigetet. Másnap 8.43-kor a John T. Walker ezredes vezette 22. tengerészgyalogos-ezred partra szállt Engebi-szigeten. Az ellenállás gyenge volt, 14.50-re az amerikaiak az atollt elfoglalták, habár teljes megtisztítása még három napig tartott. A csatában 85 tengerészgyalogos elesett, 166 eltűnt vagy megsebesült.
A hírszerzés úgy vélte, hogy Eniwetok védelme hevesebb lesz, mint korábban tervezték. Az amerikai alakulatok február 19-én 9.16-kor érték el a sziget partját. A japán védelem a délnyugati partra koncentrált, ahol az amerikai szárnyat támadták, ezért a harcok egész éjszaka folytak. A szigetet csak február 21-ére biztosították. Harmincnégy amerikai meghalt, 94 megsebesült vagy eltűnt.
A Parry-szigeten az amerikaiak megpróbáltak biztosra menni, ezért a Tennessee és a Pennsylvania csatahajók, valamint más haditengerészeti egységek 900 tonna lőszert lőttek ki az atollra. A tábori tüzérség a már elfoglalt Eniwetokról és Japtanról támogatta a partraszállást. A tengerészgyalogosok február 22-én 9 órakor érték el a szigetet, és másnapra foglalták el teljesen. A veszteség 73 halott és 261 eltűnt és sebesült volt.

## Fordítás
- Ez a szócikk részben vagy egészben  a   Battle of Eniwetok című angol Wikipédia-szócikk fordításán alapul.  Az eredeti cikk szerkesztőit annak laptörténete sorolja fel. Ez a jelzés csupán a megfogalmazás eredetét és a szerzői jogokat jelzi, nem szolgál a cikkben szereplő információk forrásmegjelöléseként.